# 깜박임

깜박임

깜박임은 눈의 눈꺼풀이 개폐되는 것을 말한다. 1번 깜박임의 속도는 평균 100 ~ 150 밀리 초이다. 깜박임에는 세 종류가 있으며, 평소 무의식적으로 행하는 주기 깜박임과 눈에 빛을 병합할 때 행하는 반사 깜박임, 그리고 의식적으로하는 (윙크 같은) 임의적인 깜박임이 있다. 깜박임  횟수는 아이는 1분 당 약 5 - 18회, 성인 남성은 20번, 여자는 15회 정도로 알려져 있다.

## 같이 보기
- 윙크